# Polymitia
Polymitia là một chi bướm đêm thuộc họ Gracillariidae.

## Các loài
- Polymitia eximipalpella (Gerasimov, 1930)
- Polymitia laristana Triberti, 1986